# Reduktionsgetriebe
Ein Reduktionsgetriebe ist ein Getriebe, das die Drehzahl zwischen Ein- und Ausgang verringert, also reduziert. Im Gegenzug wird im gleichen Verhältnis das Drehmoment entsprechend erhöht. Ein Eingang-Reduktionsgetriebe wird in Elektroautos genutzt. Die Drehzahl des Motors wird um einen festen Faktor, meist im Bereich 1:8 bis 1:10, verringert. Im Jahr 2019 hat die Firma ZF Friedrichshafen ein 2-Gang-Reduktionsgetriebe entwickelt, welches höhere Reichweiten ermöglichen soll. Ein von  Porsche entwickeltes 2-Gang-Reduktionsgetriebe wird beim Taycan eingesetzt.